# تپه گیسل‌آباد
تپه گیسل آباد مربوط به نئولتیک - عصر مس - هزاره دوم و اول قبل از میلاد - سدهٔ ۶ تا ۸ ه.ق است و در شهرستان اشنویه، بخش مرکزی، دهستان اشنویه شمالی، روستای علی‌آباد واقع شده و این اثر در تاریخ ۷ اسفند ۱۳۸۵ با شمارهٔ ثبت ۱۷۶۸۰ به‌عنوان یکی از آثار ملی ایران به ثبت رسیده است.